# Lichnoptera atrifrons
Lichnoptera atrifrons är en fjärilsart som beskrevs av Paul Dognin 1912. Lichnoptera atrifrons ingår i släktet Lichnoptera och familjen Pantheidae. Inga underarter finns listade i Catalogue of Life.